# Meer van Pskov
Het Meer van Pskov (Estisch: Pihkva järv, Russisch: Псковское озеро) is het zuidelijkste van de drie onderling verbonden meren op de grens van Estland en Rusland. Het noordelijkste van de drie is het Peipusmeer, het middelste meer het Lämmimeer. Vaak worden de drie meren bij elkaar het Peipusmeer genoemd. De oppervlakte van het Meer van Pskov bedraagt iets minder dan 20% van de oppervlakte van de drie meren samen.

## Geografie
Het Meer van Pskov ligt vrijwel helemaal op Russisch grondgebied. In Estland liggen alleen de plaatsen Lüübnitsa, Audjassaare, Laossina, Rõsna en Podmotsa, allemaal aan de noordwestkant, direct aan het meer. Tussen Rõsna en Podmotsa liggen de Baai van Värska, een uitloper van het meer, en Doebki, een Russische exclave, die over land alleen via Estland te bereiken is. Het Estische deel van het meer behoort tot de gemeente Setomaa in de provincie Võrumaa. Het Russische deel valt onder de districten Petsjory en Pskov van de Russische oblast Pskov.
Aan Estische kant is Värska, dat aan de Baai van Värska ligt, de grootste plaats in de omgeving van het meer. Aan Russische kant is dat Kroepp. Beide plaatsen hebben minder dan 1000 inwoners. De stad Pskov ligt ca. 10 km van het meer vandaan en is met omstreeks 200.000 inwoners de grootste stad van de regio.

## Het water
De grootste rivier die uitkomt in het meer is de Velikaja, die door de stad Pskov stroomt en een delta vormt aan de zuidkant van het meer. Minder belangrijk zijn de rivier Piusa, die ontspringt in Estland en in Rusland in het meer uitstroomt, en de rivier Obdjoch, die geheel op Russisch grondgebied ligt.
Het water in het Meer van Pskov stroomt van zuid naar noord en gaat via het Lämmimeer naar het Peipusmeer, waarna het via de rivier Narva in de Finse Golf uitstroomt. De gemiddelde verblijftijd van het water in de drie meren is ca. twee jaar.

## Eilanden
Het grootste eiland in het Meer van Pskov is Kolpina met een oppervlakte van 11,02 km². Het eiland is bewoond, net als Kolomtsy (0,5 km²), Kamenka (6 km²) en de drie Talabsk-eilanden. Daarnaast liggen in het meer nog ca. 40 onbewoonde eilanden, vooral in de delta van de Velikaja.

## Visvangst
Zowel aan de Estische als aan de Russische kant is de visvangst een van de belangrijkste middelen van bestaan. De beide landen stellen jaarlijks in overleg voor de drie meren samen de hoeveelheden vis vast die gevangen mogen worden. Omdat het grootste deel van de drie meren Russisch is (het Meer van Pskov ligt vrijwel helemaal op het grondgebied van Rusland), zijn de quota voor de Russische vissers groter dan die voor de Estische. Op baars (Perca en Sander), blankvoorn, brasem, kleine marene, snoek en spiering wordt het meest gevist.

## Foto's

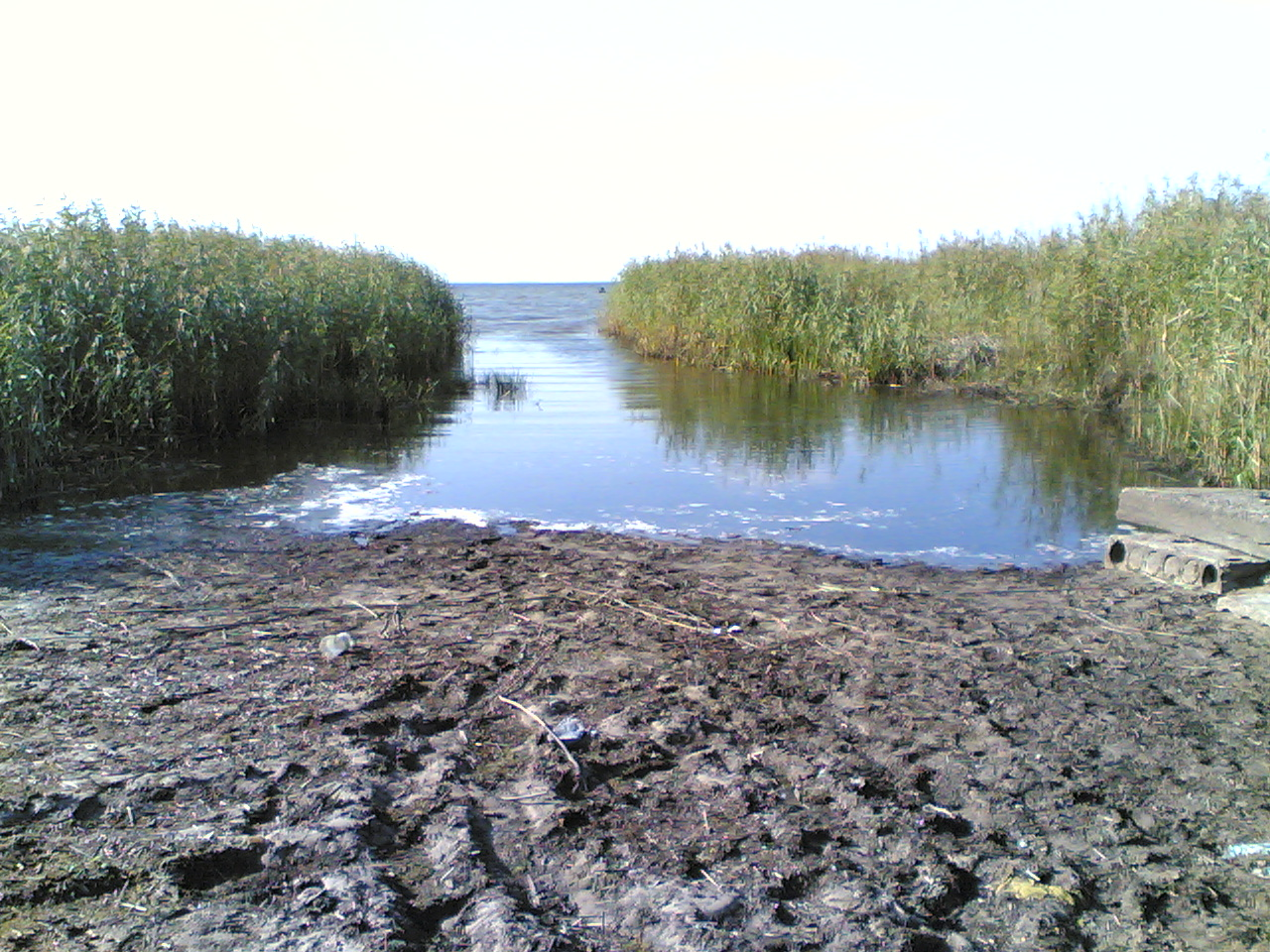
Het Meer van Pskov bij Molgovo
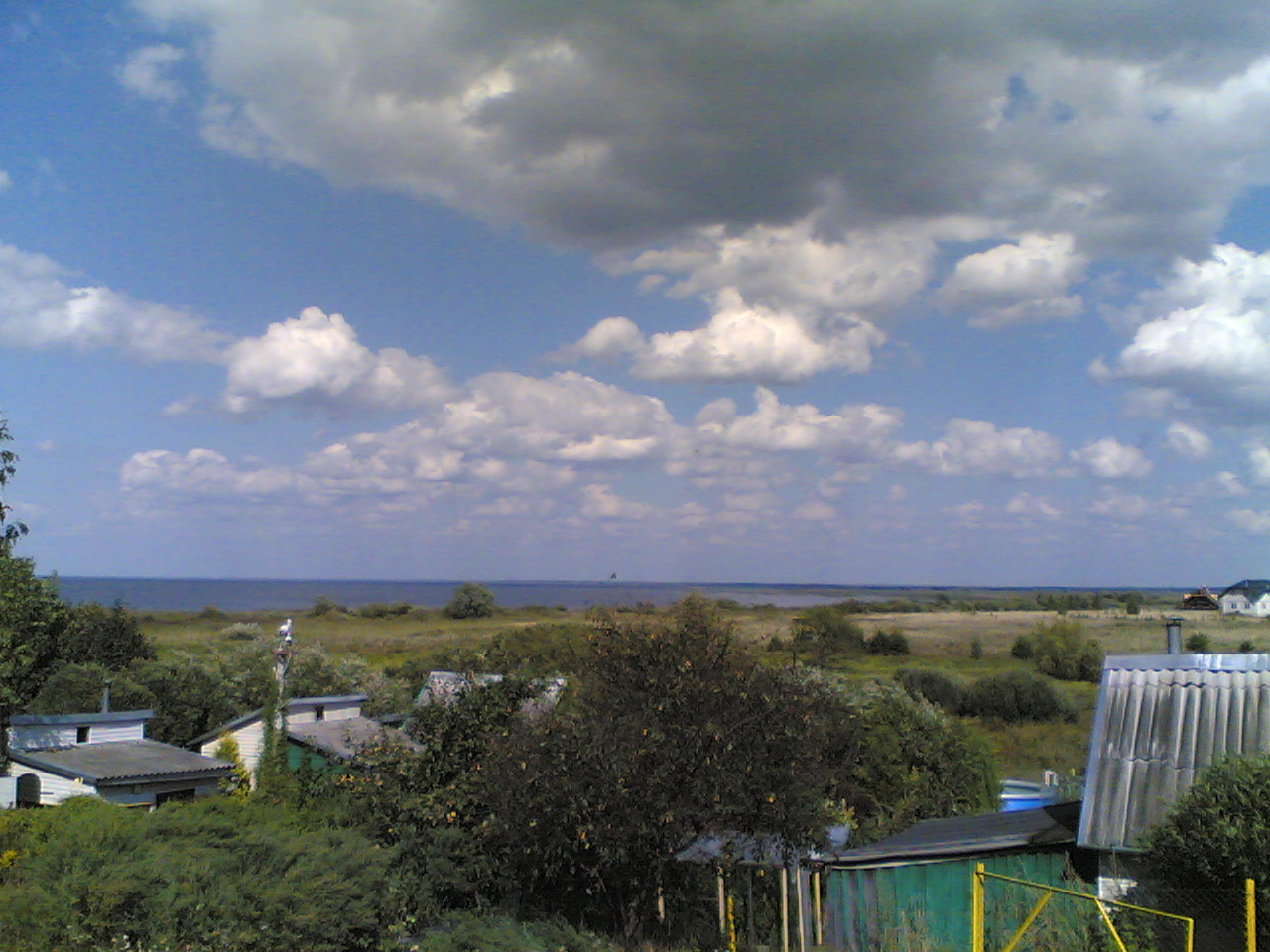
Het Meer van Pskov bij Vidovitsji
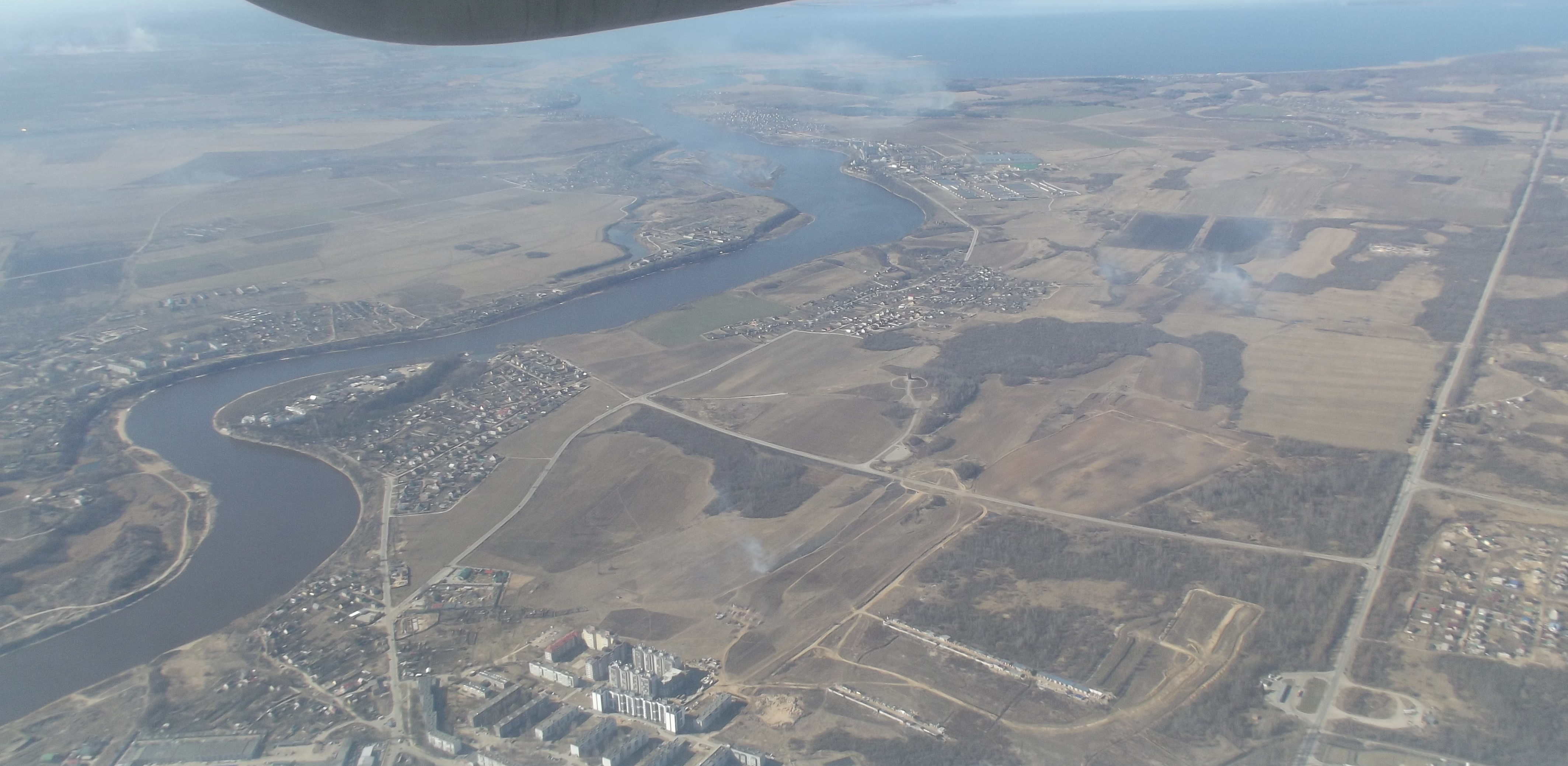
Luchtfoto van de monding van de Velikaja
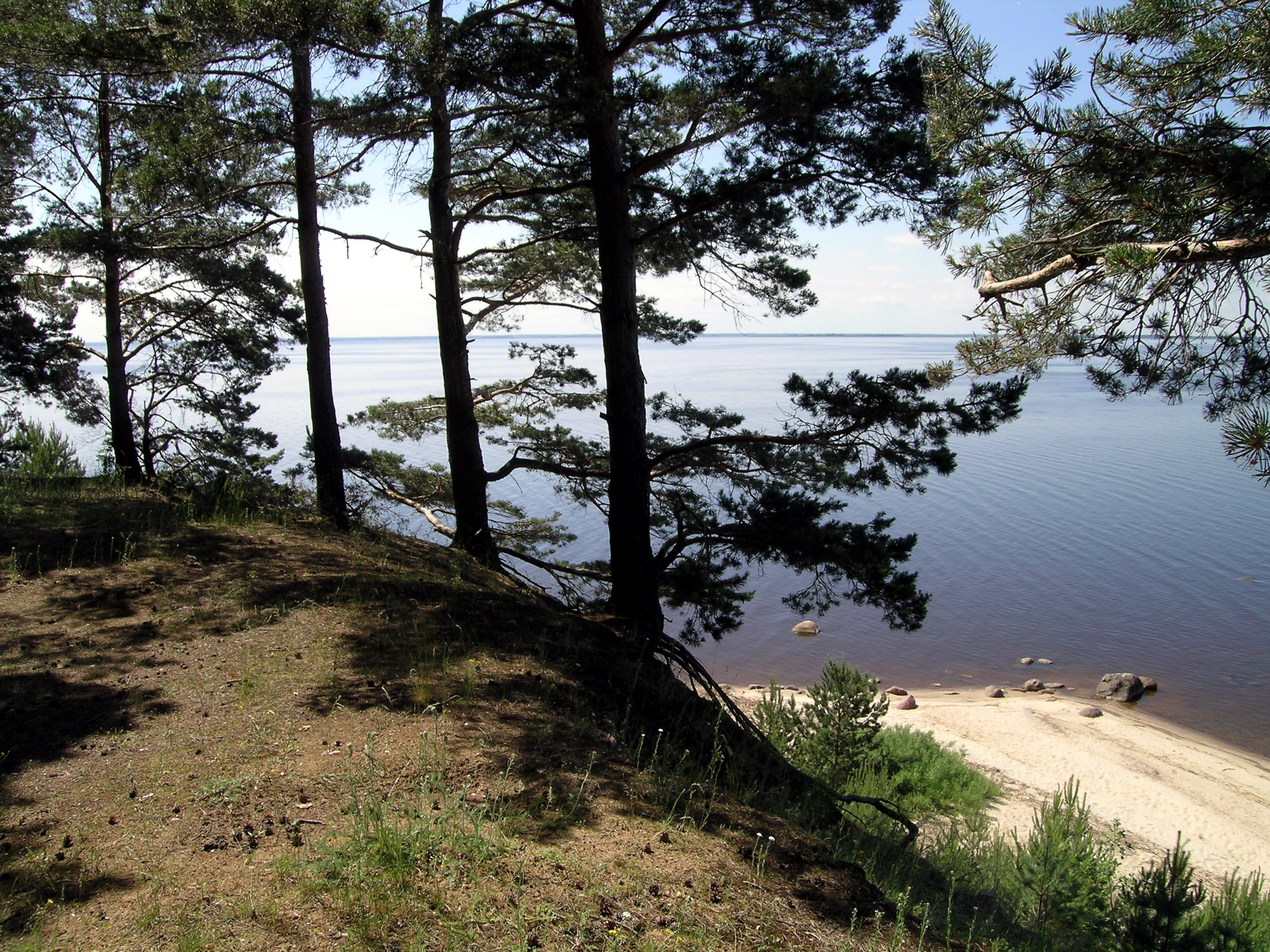
Dennenbos op het eiland Verchny, een van de Talabsk-eilanden
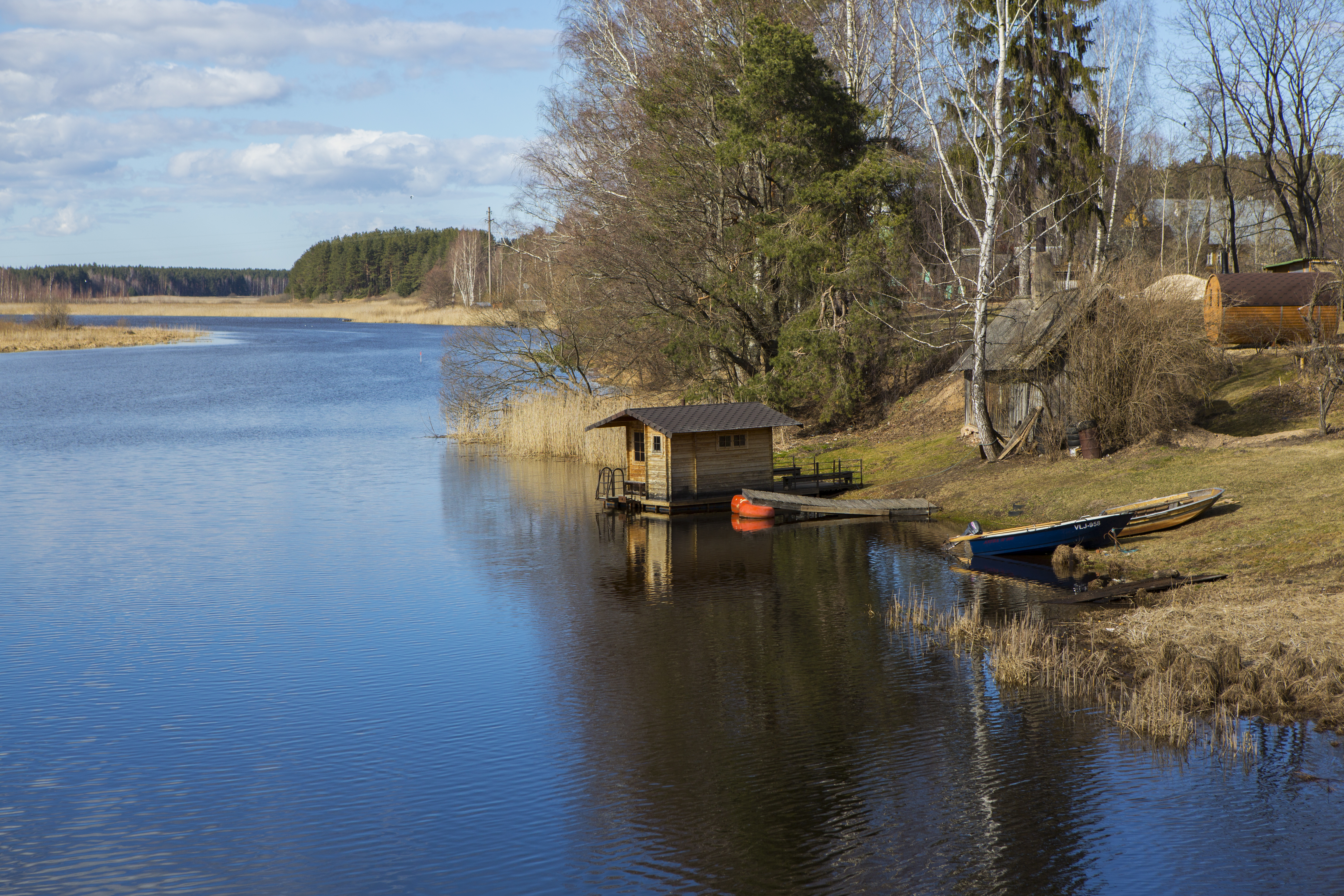
De Baai van Värska